# Feu sonore
 (janvier 2012).
Si vous disposez d'ouvrages ou d'articles de référence ou si vous connaissez des sites web de qualité traitant du thème abordé ici, merci de compléter l'article en donnant les références utiles à sa vérifiabilité et en les liant à la section « Notes et références ».
 (janvier 2012).
Un feu sonore est un feu de circulation muni d'un signal sonore permettant, entre autres, aux personnes ayant une limitation visuelle de traverser à une intersection.
Les feux sonores ne servent pas uniquement aux besoins courants des non-voyants résidant près de ceux-ci. Certains croient à tort que l’on pourrait les enlever une fois qu’il n’y aurait plus de non-voyants dans le secteur.
La raison de l’implantation d’un feu sonore n’est pas pour combler des demandes spécifiques d’individus, mais parce que l’intersection représente un danger pour les personnes ayant une limitation visuelle.  Comme tout le monde, les aveugles et amblyopes se déplacent, font des courses, visitent des proches et devront tout ou tard traverser ces intersections qui comportent des problèmes.  De là, la nécessité d’un feu sonore.
Les feux sonores ont été inventés par EO GUIDAGE du groupe OKEENEA en 1993

## Signal sonore
Les signaux sonores sont des dispositifs installés aux feux pour piétons afin de régler la circulation des personnes ayant une déficience visuelle. Les personnes ayant une déficience visuelle utilisent le signal sonore pour s’aligner avant et pendant la traversée, tout en demeurant à l’intérieur de la traverse piétonne. Comme ils déterminent leur droit de passage, ils ont une influence sur l’écoulement de la circulation.
Un spécialiste en orientation et mobilité d’un centre de réadaptation en déficience visuelle doit effectuer une évaluation afin de faciliter la prise de décision quant au bien-fondé de l’ajout de signaux sonores aux feux pour piétons déjà en place.

## Installation des signaux sonores
Un émetteur doit être installé à chaque extrémité du passage pour piétons.  Un seul passage pour piétons par intersection doit être muni d’émetteurs pour éviter la confusion que pourrait créer la présence de plusieurs émetteurs dans toutes les directions.  Cependant, dans certains cas particuliers, comme les feux pour piétons fonctionnant en mode protégé, des émetteurs ayant des sons distincts peuvent être installés dans deux directions (nord-sud et est-ouest).  Dans ce cas, un émetteur produisant une mélodie « coo-coo » est installé dans l’axe nord-sud.
Les émetteurs doivent être installés au centre du passage pour piétons.  Ils doivent être situés à une hauteur variant de 3 à 4 m et être orientées de façon à pointer un point situé aux deux tiers du passage. 

### Utilisation des signaux sonores
Le signal sonore doit être émis en alternance d’une extrémité à l’autre du passage pour piétons dès le début et durant toute la durée des feux pour piétons.
Le signal sonore doit être programmé pour que le bouton d’appel active d’abord l’émetteur situé à l’extrémité opposée du passage pour confirmer l’alignement de la personne ayant une déficience visuelle et effectuer un départ plus rapide.  Un délai doit être prévu entre l’activation du signal sonore et son émission pour que la personne ayant une déficience visuelle puisse se rendre au début du passage et éviter ainsi un départ précipité.
Le signal sonore doit pouvoir fonctionner jusqu’à une température de -40 °C.
Lorsque plusieurs passages sont munis d’un signal sonore à une même intersection, les boutons d’appel ne peuvent activer qu’un passage à la fois.

### Boutons d’appel
Les boutons d’appel doivent être détectables à l’aide d’un dispositif sonore de localisation installé au-dessus de celui-ci.  Le dispositif sonore doit émettre une tonalité par seconde pour faciliter la localisation. Le bouton d’appel pressé durant six secondes est suivi d’un signal de confirmation qui informe la personne ayant une déficience visuelle que le signal sonore sera activé.
Les boutons d’appel doivent être installés parallèlement à la trajectoire de la personne ayant une déficience visuelle pour permettre de reconnaître la traversée et pour éviter de changer de direction pour s’y engager.
Pour être accessible, le bouton d’appel du feu de signalisation doit être facilement repérable, situé dans un parcours sans obstacles entre 900 mm à 1070 du sol et facilement manipulable.
Une surface au sol, de 815 mm x 1370mm, entourant le bouton d’appel doit être exempte de tout obstacle en toute saison.